# П'єр Мішо
П'єр Мішо (фр. Pierre Michaux; 25 червня 1813, Бар-ле-Дюк — 1883) — французький коваль, який виготовляв деталі для карет у Парижі в 1850-х і 1860-х роках. Можливо, він став винахідником велосипеда, коли додав педалі до дрезини та створив велоципед Мішо, попередника сучасного велосипеда. Однак історичні джерела вказують на інших можливих претендентів, таких як його син Ернест Мішо та П'єр Лаллемент.

## Біографія
П'єр Мішо народився в Бар-ле-Дюк і працював ковалем, який виготовляв деталі для карет у Парижі в 1850-х і 1860-х роках.
Він почав будувати велосипеди з педалями на початку 1860-х років. Він, або його син Ернест, можливо, був винахідником цієї машини, пристосувавши кривошипи та педалі на передньому колесі дрейсера. У 1868 році він заснував партнерство з братами Олів'є під власним ім'ям Michaux et Cie («Мішо і компанія»), яке стало першою компанією, що масово виробляла педальні велоцикли, відомі під назвою Michaudine.
Конструкція була заснована на попередній моделі, з тією лише різницею, що на велосипедах нової компанії рама серпантину була зроблена з двох частин чавуну, скріплених болтами, а не з дерева, що робило її більш витонченою та уможливлювало масове виробництво. Колеса були дерев'яними, а шини — залізними, як у кінних екіпажів.
У 1865 році коваль з Ліона, на ім'я Габерт розробив варіацію рами, яка складалася з одного діагонального шматка кованого заліза і була набагато міцнішою - на той час П'єр Лаллемент емігрував до Америки, де він подав єдиний патент на педальний велосипед.
Незабаром стало очевидно, що змієподібні чавунні рами вагою 45 кг не були достатньо міцними, і оскільки конкурентні виробники вже випускали велосипеди з діагональною рамою, Олів'є наполягли на тому, щоб Мішо наслідував їхній приклад. Партнерство було розірвано у 1869 році, а Мішо та його компанія пішли у небуття, коли у Франції та США закінчилося перше велосипедне захоплення. Лише в Англії велосипед залишався популярним, і саме там були розроблені всі наступні значні вдосконалення цієї машини.
Мішо часто приписують ідею прикріплення педалей до дрезини, а отже, і винахід велосипеда, проте історики велосипеда стверджують, що це могла бути ідея його сина Ернеста або П'єра Лаллема, каретобудівника з Нансі, який працював з братами Олів'є.